# Niceforo-Großohrblattnase

Verbreitungsgebiet der Niceforo-Großohrblattnase (ohne markierter Bereich in Ostbrasilien).

Die Niceforo-Großohrblattnase (Trinycteris nicefori) ist eine Fledermaus in der Unterfamilie der Lanzennasen, die in Mittel- und Südamerika verbreitet ist. Sie wurde anfänglich in die Gattung Micronycteris eingeordnet. Im Jahr 1998 erfolgte die Überführung in die eigene Gattung Trinycteris.

## Merkmale
Die Niceforo-Großohrblattnase ist mit 37 bis 40 mm langen Unterarmen und einem etwa 21 mm langen Schädel eine kleine Fledermaus. Typisch für die Haare der Oberseite sind vier verschiedenfarbige Abschnitte. Die Haare sind an der Wurzel hell, dann dunkel, danach wieder hell und an den Spitzen dunkel. Die zugespitzten Ohren sind nicht mit einem Hautstreifen auf der Stirn verbunden. Kennzeichnend sind borstige Haare im Fell der Kehle, ein Nasenblatt das leicht mit der Oberlippe verwachsen ist sowie zwei warzenartige Auswüchse an der Unterlippe. Die Zahnformel lautet I 2/2, C 1/1, P 2/3, M 3/3, womit sich 34 Zähne im Gebiss befinden.
Erwachsene Exemplare erreichen eine Kopf-Rumpf-Länge von 55 bis 68 mm, eine Schwanzlänge von 9 bis 13 mm und ein Gewicht von 7 bis 9 g. Die Hinterfüße sind 11 bis 14 mm lang und die Länge der Ohren beträgt 16 bis 20 mm. Oberseits kommt graubraunes bis orangebraunes Fell vor und die Unterseite ist dunkel. Es sind schwarze Flughäute vorhanden.

## Verbreitung
Die größte zusammenhängende Population kommt vom südlichen Nicaragua bis in den Norden Boliviens sowie bis ins nordöstliche Brasilien vor. Kleinere disjunkte Population sind aus Honduras, Belize, Guatemala und den Süden Mexikos bekannt. Die Niceforo-Großohrblattnase lebt im Flachland und in Gebirgen bis 1000 Meter Höhe. Sie hält sich in immergrünen und laubabwerfenden Wäldern auf.

## Lebensweise
Dokumentierte Ruheplätze sind Baumhöhlen, Tunnel und Gebäude. Die Exemplare gehen meist kurz nach der Abenddämmerung und kurz vor der Morgendämmerung auf Nahrungssuche. Als Nahrung werden Früchte und Insekten vermutet. Die Niceforo-Großohrblattnase teilt ihr Versteck mit anderen Fledermäusen. Die Töne für die Echoortung sind 1,4 bis 1,6 Millisekunden lang und besitzen eine mittlere Frequenz von 75,3k Hz.

## Gefährdung
Die IUCN listet die Art als nicht gefährdet (least concern) da keine Bedrohungen bekannt sind.